# Casas Gemelas
Las Casas Gemelas, también conocidas como las Casas Cámara, son un  conjunto de mansiones que son considerados edificios emblemáticos de Mérida y en particular de la histórica avenida Paseo de Montejo. Construidas entre 1908 y 1911, se basaron en un diseño de estilo Beaux-Arts típico del Segundo Imperio Francés, realizado por Gustave Umbdenstock, el arquitecto francés. Concebidas originalmente como residencia privada para la familia de la Cámara. En 1964, una de las dos casas fue adquirida por la familia Barbachano y actualmente funciona como un museo conocido con el nombre de Montejo 495. A lo largo de los años, las casas han recibido innumerables invitados, incluidos la Princesa Grace y el Príncipe Rainiero de Mónaco, la Reina Juliana de los Países Bajos, el Rey Umberto II de Italia y Jacqueline Kennedy Onassis, la primera dama de los Estados Unidos.

## Historia
Entre 1870 y 1920, la región experimentó un período de prosperidad económica como resultado del auge de la industria henequenera en Yucatán. En enero de 1888, con el apoyo de un grupo de terratenientes, industriales y empresarios, surgió un proyecto para construir un bulevar inspirado en la Avenida de los Campos Elíseos de París, al que llamaron Paseo de Montejo. Entre ellas se encontraba la Casa Vales, propiedad de Agustín Vales; el Palacio Cantón, construido para Francisco Cantón; la Casa Peón de Regil; la Casa Molina Duarte, propiedad de la familia de Olegario Molina; la Casa del Minarete, también de la familia Peón; y la Quinta Montes Molina, propiedad de Avelino Montes, entre otras.
En 1905, los hermanos Ernesto y Camilo Cámara Zavala decidieron construir dos casas en estilo neoclásico en un terreno de poco más de 3,000 m2 que poseían frente al Paseo de Montejo.
Desde 1905, los hermanos Cámara habían contactado a Gustave Umbdenstock y acordaron que él diseñaría un par de residencias a construir en Mérida y para las cuales se importarían los materiales necesarios desde Europa. Umbdenstock era un arquitecto francés que había estudiado en l'École des Beaux-Arts de París y que había sido el arquitecto principal de la construcción del "Palais de France" en la Exposición Universal de San Luis en 1904. Umbdenstock estaría a cargo de los planos, las fachadas y el diseño interior de ambas casas.
Para 1907, los planos estaban listos y Umbdenstock los había publicado en los números de abril y mayo de la revista francesa "La Construction Moderne" bajo el título "Hôtels particuliers à Mérida (Mexique)".
La construcción comenzó en 1908 bajo la supervisión de Manuel G. Cantón, un ingeniero civil, quien construiría las casas según las especificaciones exactas proporcionadas por Umbdenstock en París. Manuel Cantón ya había construido el Palacio Cantón, como residencia privada de su tío, el General Francisco Cantón, exgobernador de Yucatán (1898-1902); el Palacio Cantón ha albergado el Museo Regional de Antropología, parte del Instituto Nacional de Antropología e Historia, desde su fundación por Fernando Cámara Barbachano en 1966.

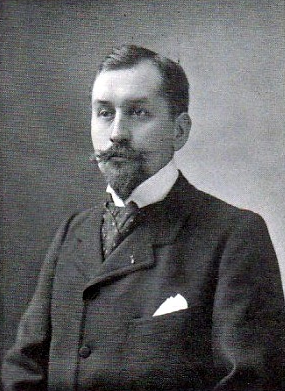
Ambas casas fueron diseñadas por Gustave Umbdenstock, un arquitecto francés que había estudiado en la École des Beaux-Arts de París.

Cuando comenzó la revolución Mexicana, en noviembre de 1910, las casas todavía estaban incompletas; sin embargo, a pesar de la inestabilidad política, el trabajo continuó. La casa orientada al sur se completó en septiembre de 1911. Muchos de los materiales fueron importados directamente de Europa, incluyendo los toques finales para los techos, el mármol de Carrara para los pisos y las columnas emparejadas, las balaustradas de hierro para la escalera y los balcones, y los muebles de carpintería. La casa también contaba con instalaciones modernas: fontanería oculta, electricidad y servicio telefónico.
En 1964, una de las casas fue vendida a Fernando Barbachano Gómez Rul, un empresario que fue responsable de desarrollar la industria turística en la Península de Yucatán.
Durante más de 100 años, las Casas Gemelas han sido la residencia privada de las familias Cámara y Barbachano hasta que una de las dos casas fue abierta al público como museo en 2021 por la propietaria Maruja Barbachano Herrero. La otra casa sigue en propiedad privada, recientemente adquirida por la familia Molina. A lo largo de los años, las casas han recibido a muchos huéspedes de la jet set internacional, incluyendo a la Princesa Grace y el Príncipe Rainiero de Mónaco, la Reina Juliana de los Países Bajos, el Rey Umberto II de Italia y Jacqueline Kennedy Onassis, la primera dama de los Estados Unidos.

## Acerca de las casas

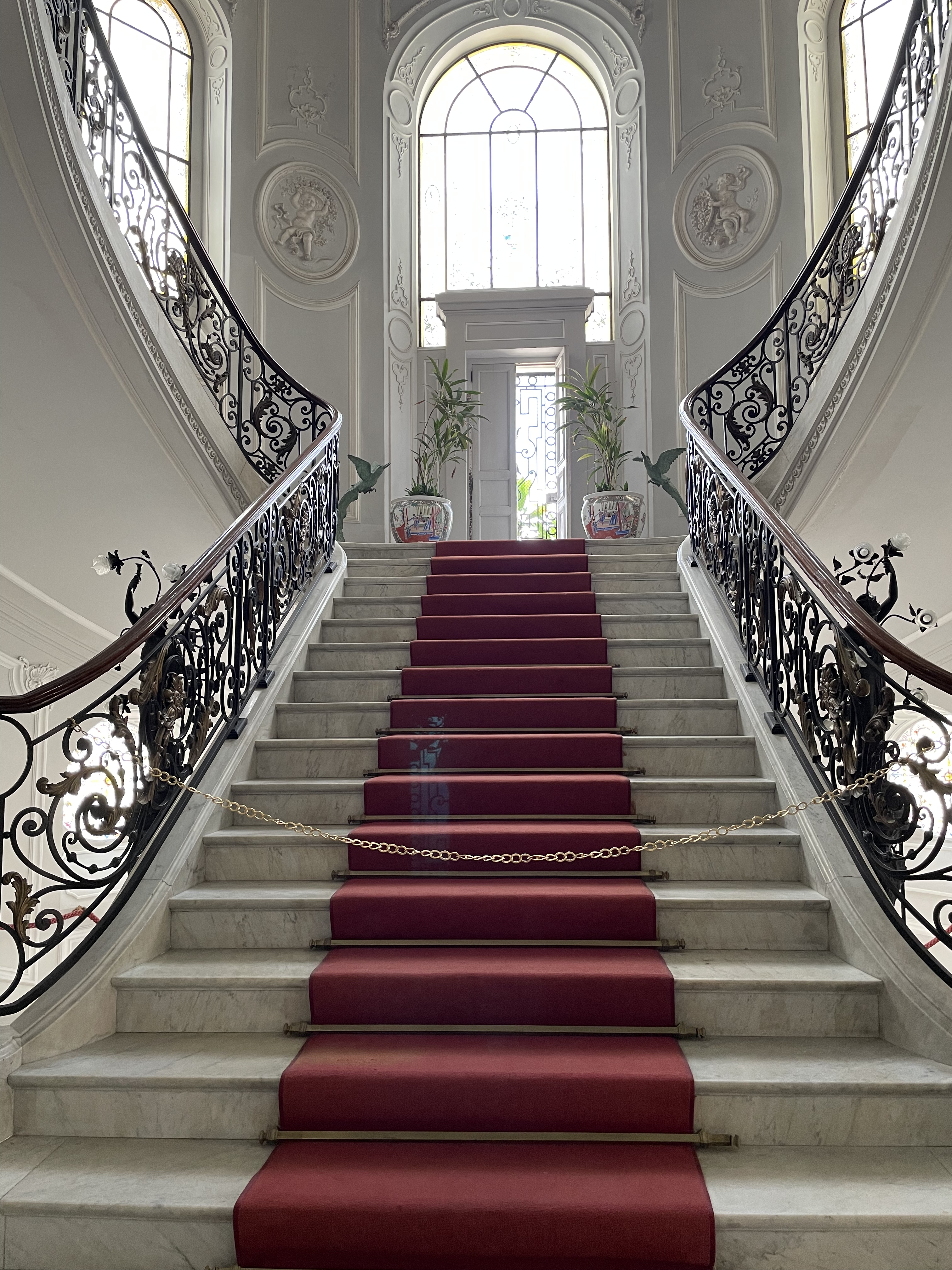
La imponente escalera principal fue construida en el estilo del Segundo Imperio francés. En la planta principal, la escalera está precedida por un portal de columnas emparejadas, cuyos fustes están tallados en una sola pieza de mármol Bianco Carrara importado de Italia, que complementan los escalones.

Las casas cuentan con 10 recámaras y ocho baños, así como un sótano y un medio sótano; un despacho, una sala de estar, entre otros espacios. Conservan intactos sus candiles estilo Art Nouveau, sus frisos y trazos, el mármol de Carrara, las columnas, los rodapiés, los herrajes, las vidrieras, y en general la decoración y los muebles todos ellos de firmas originales europeas que en 1911 el mismo Gustave Umbdenstock escogió para adornar y amueblar las casonas de un estilo arquitectónico notablemente francés.
"las casas de cuatro pisos estaban estructuradas alrededor de una altura central triple (cubierta por un tragaluz) alrededor de la cual se agrupaban las diversas habitaciones y una gran escalera principal, y que servían (gracias a dos escaleras adicionales) para los cuartos de servicio en el semisótano. Las fachadas son de un diseño claro de Beaux-Arts en el estilo del Segundo Imperio y podrían haber sido diseñadas para encajar cómodamente en el Bulevar Saint Germain o los Campos Elíseos de París [...] Alrededor del gran espacio central, el Gran Salón, se distribuyen los diversos salones, la biblioteca, el comedor y la sala de juegos (sala de billar) en la planta principal." 

### Origen del nombre
Si bien ambas casas no son totalmente iguales, a simple vista parecieran serlo, por lo que debido a su gran similitud se les dio el nombre de Casas Gemelas, en alusión a su parecido casi idéntico. También se les conoce con el nombre de casas Cámara ya que sus primeros propietarios fueron miembros de la familia de la Cámara.

## Galería

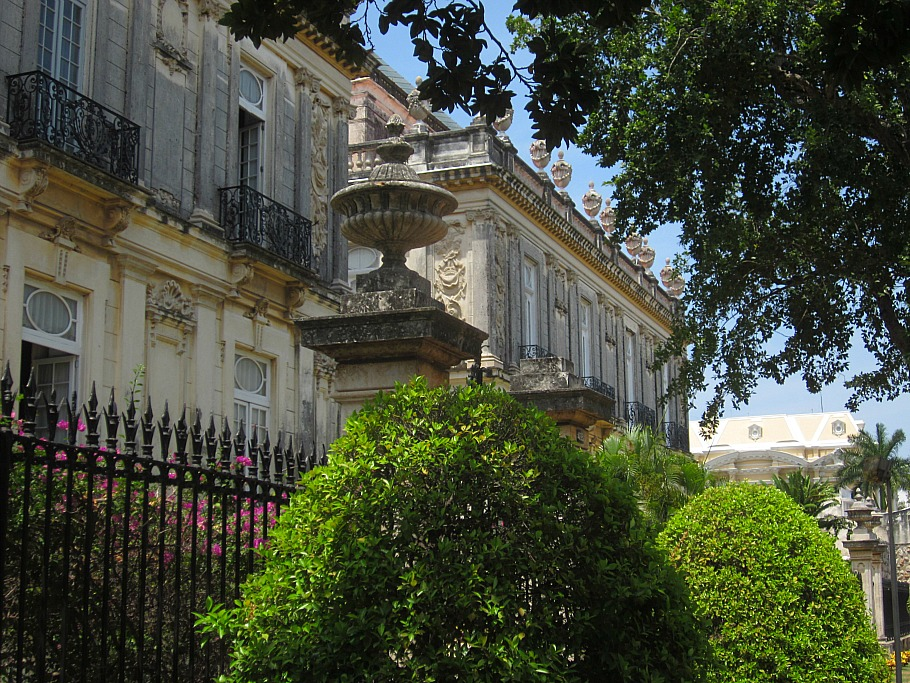
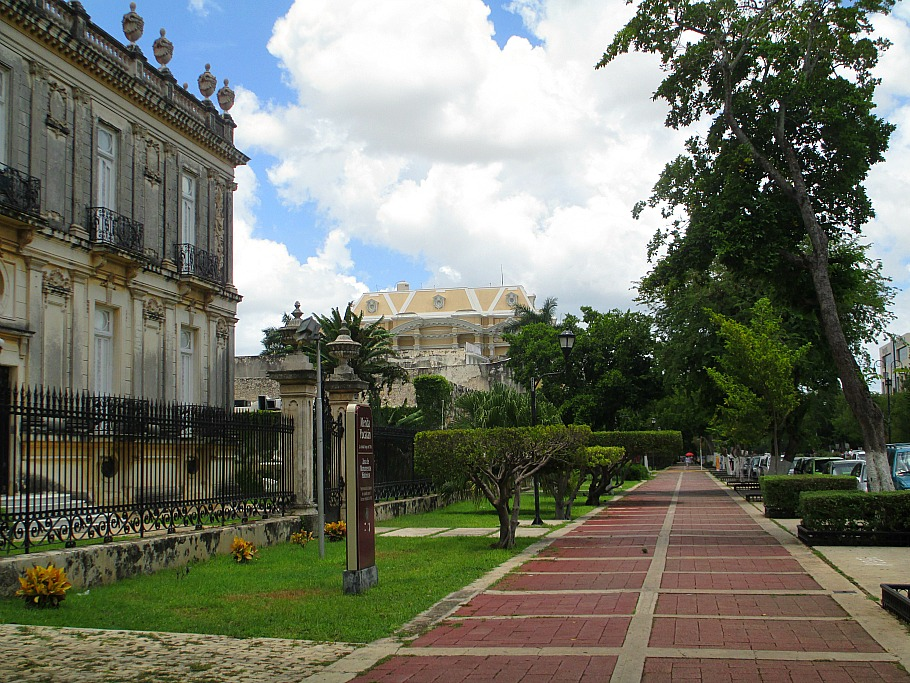
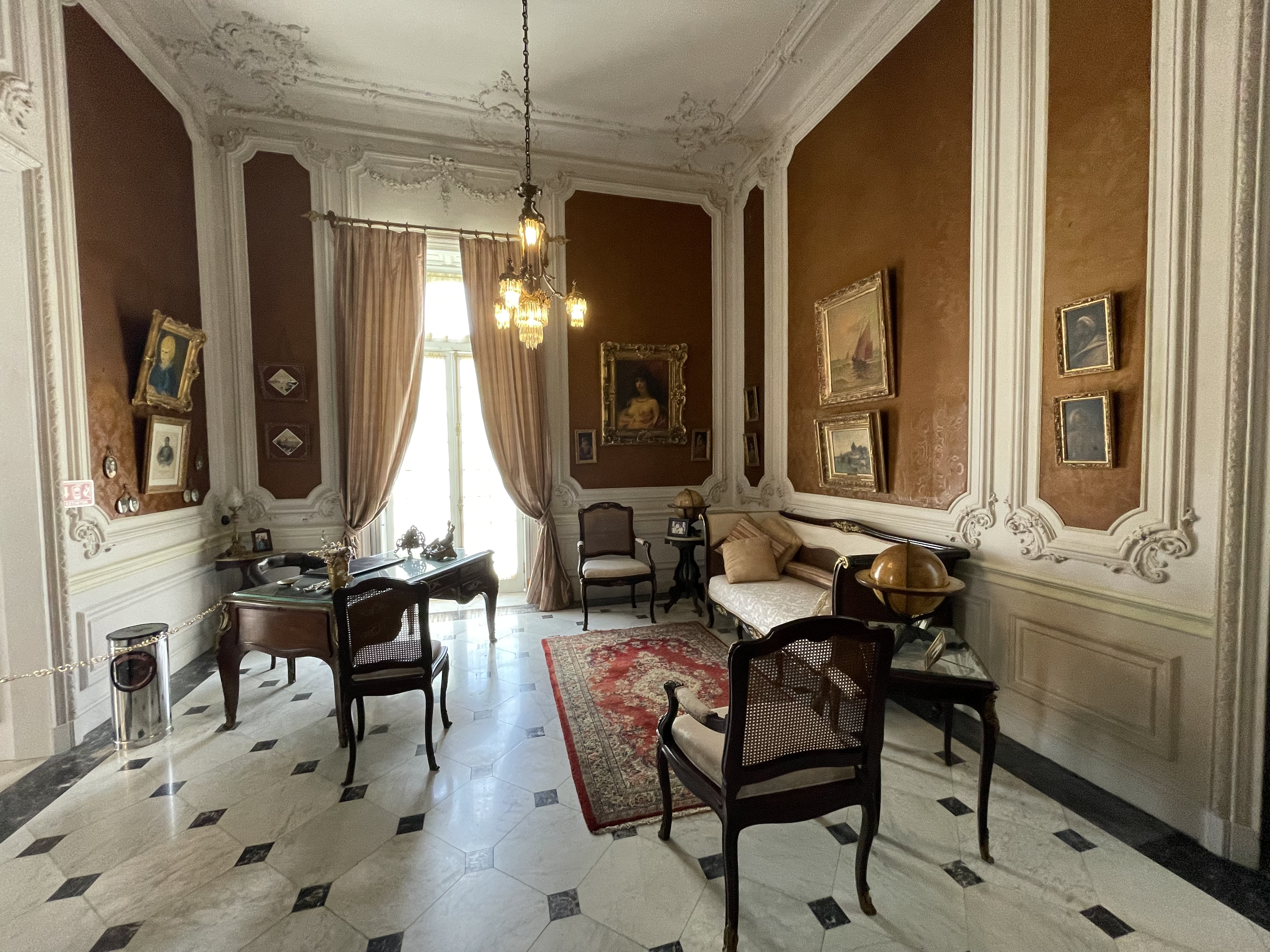
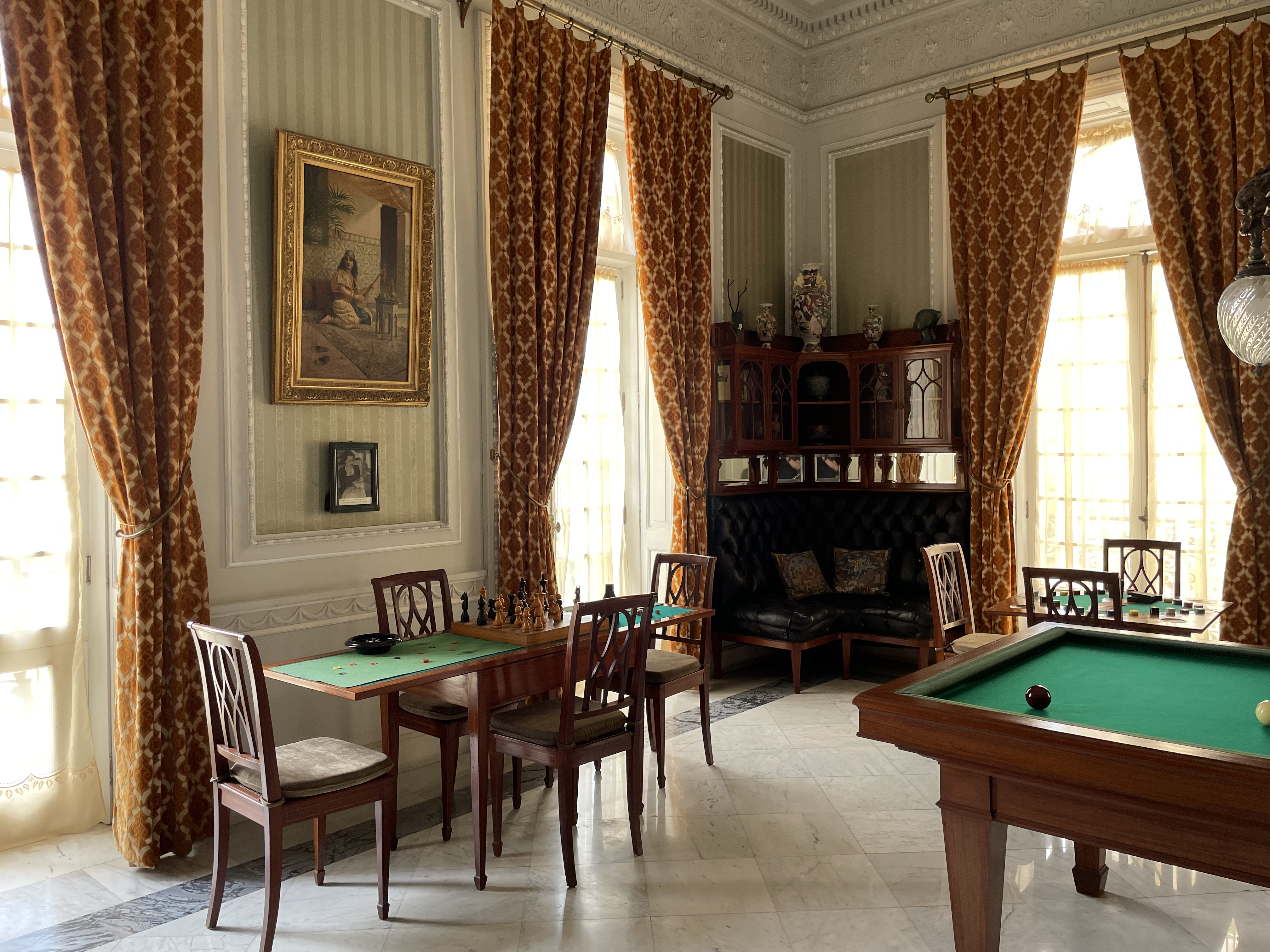
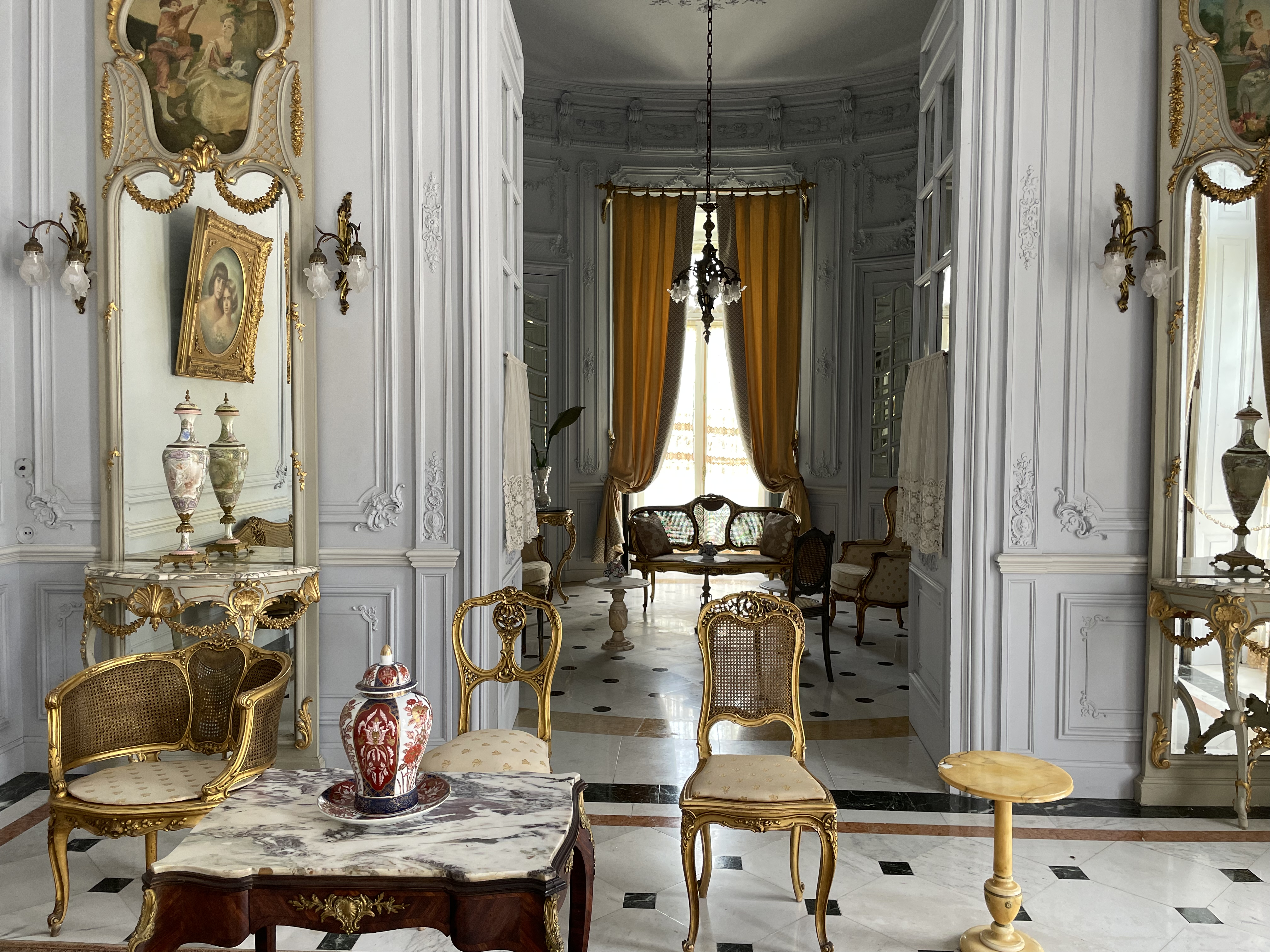
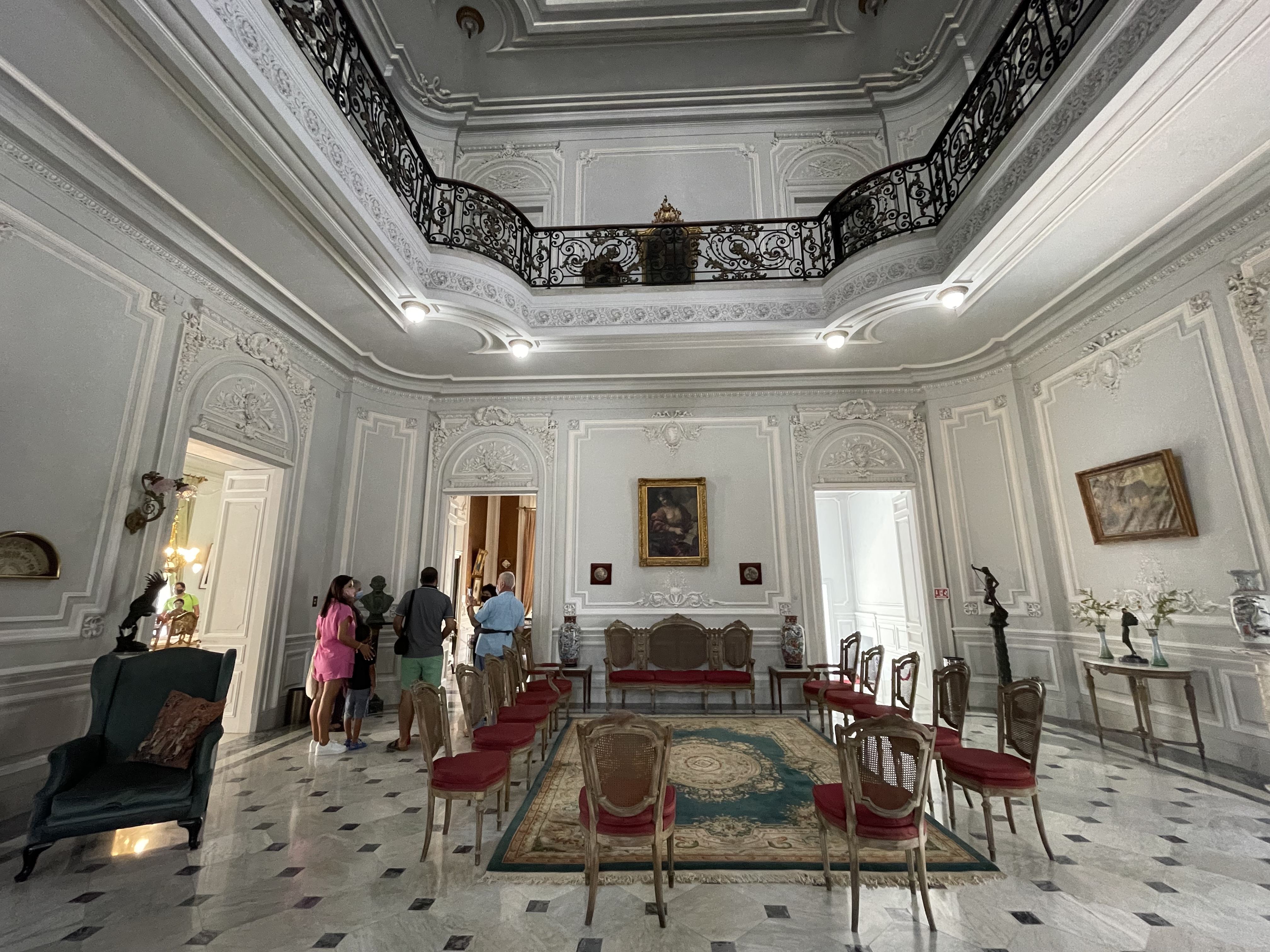
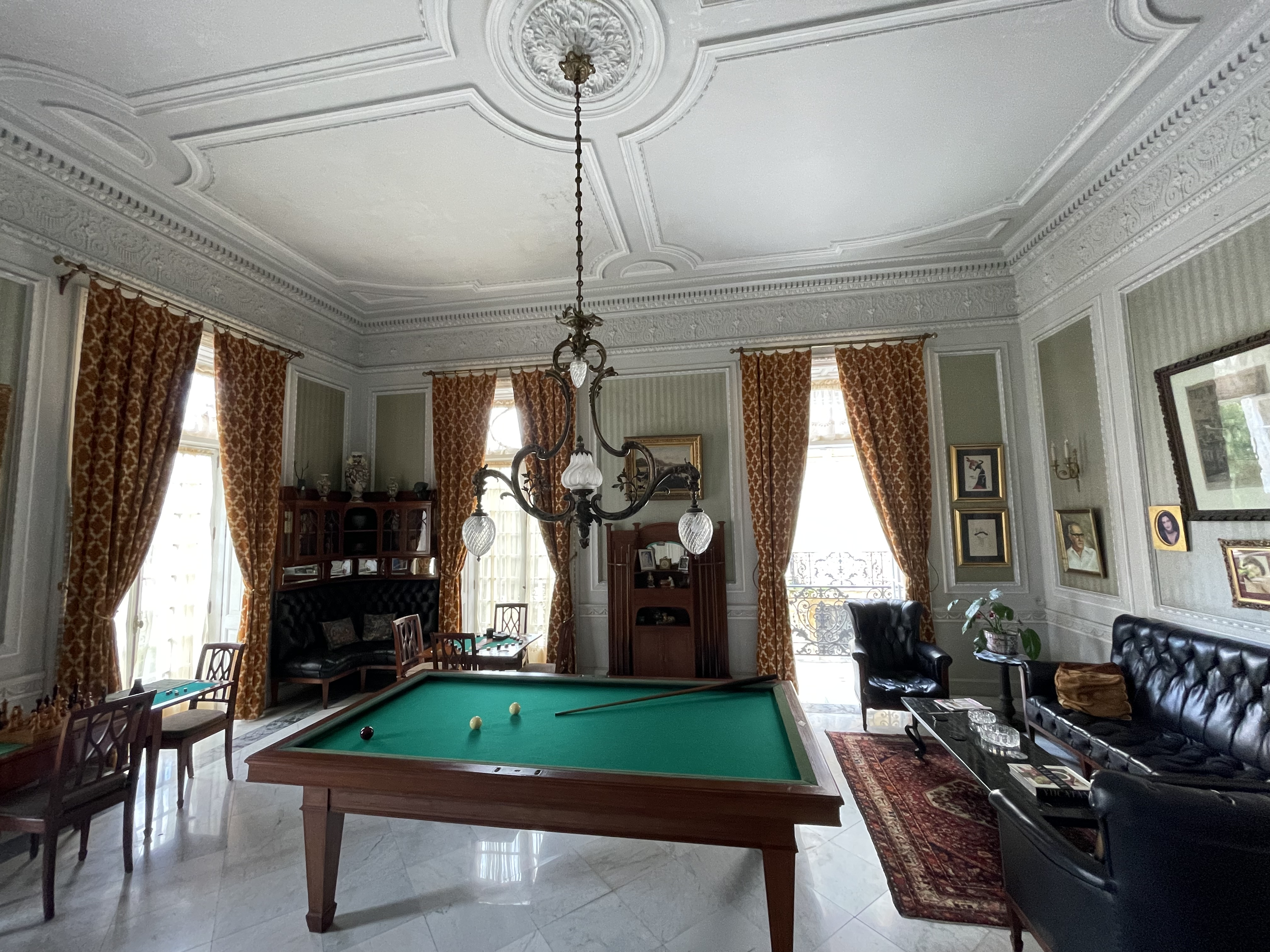
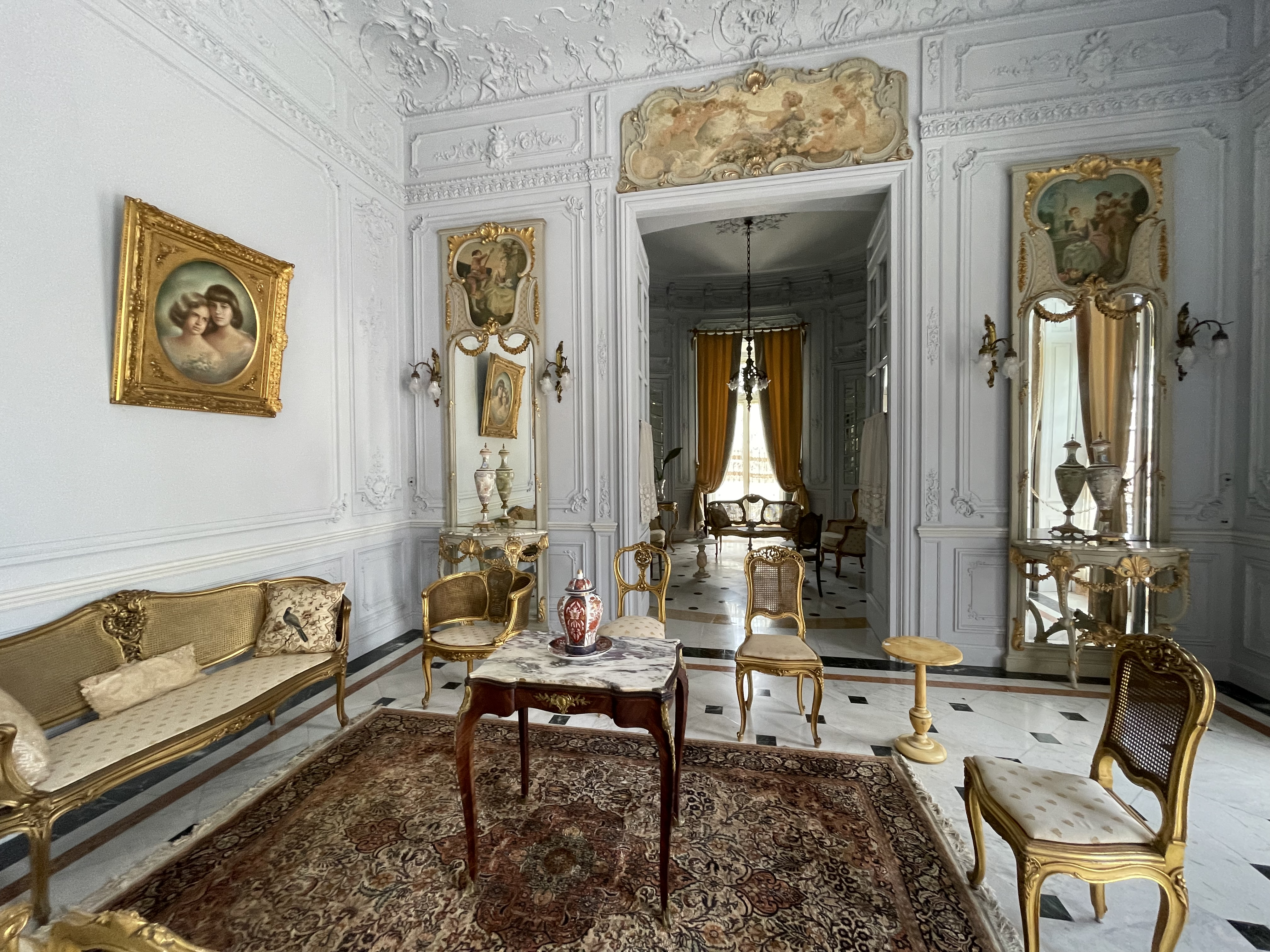
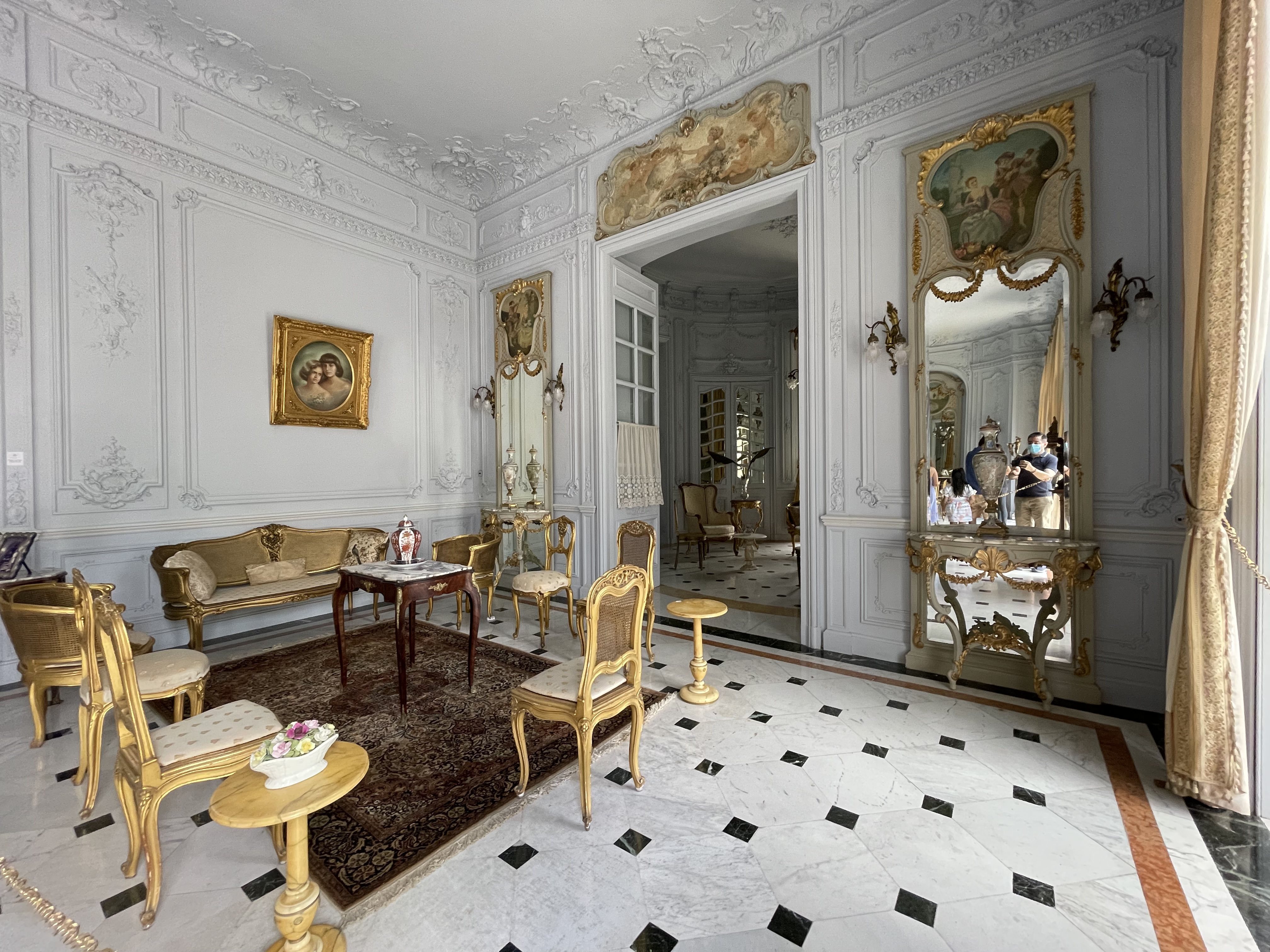
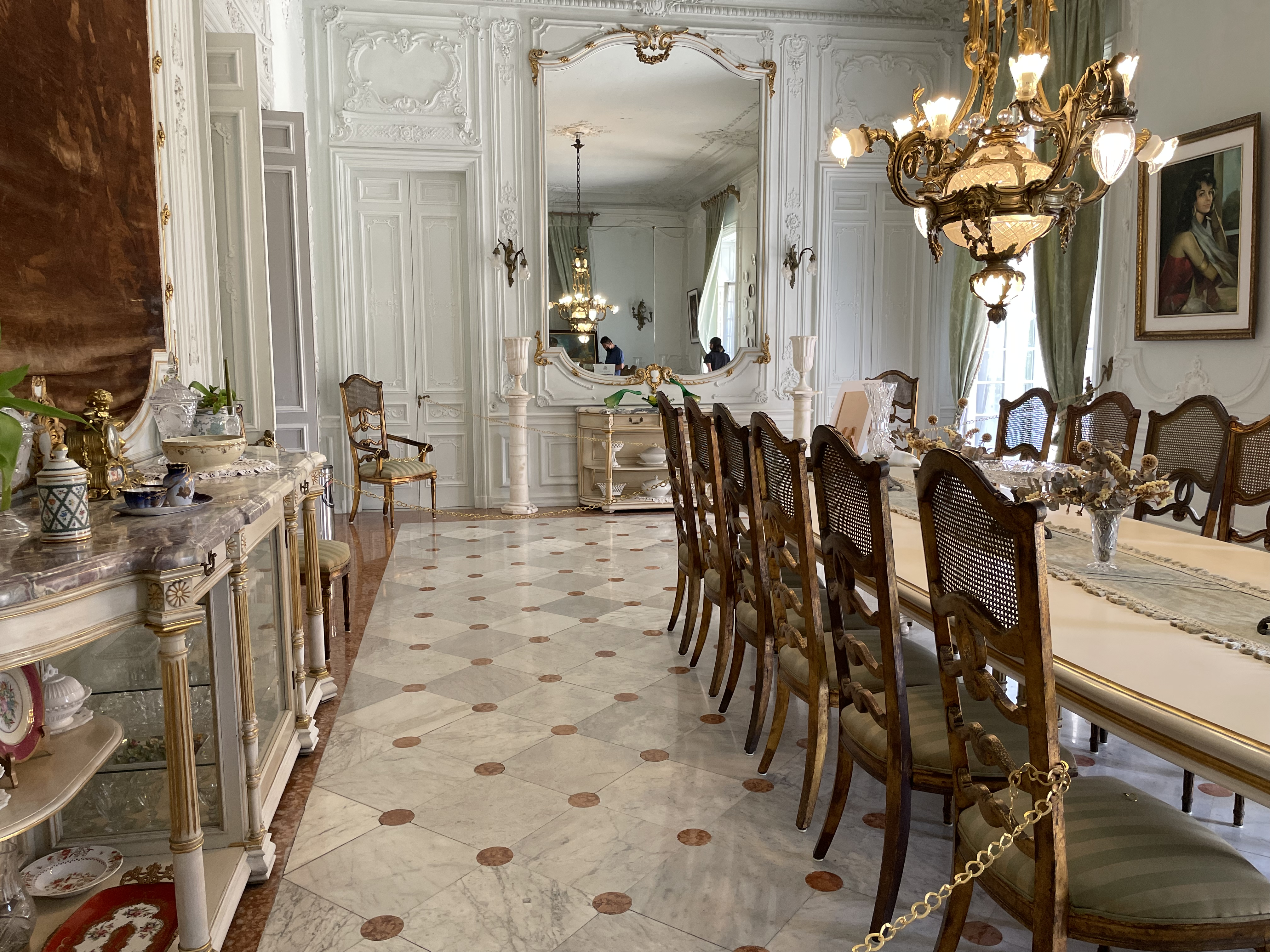
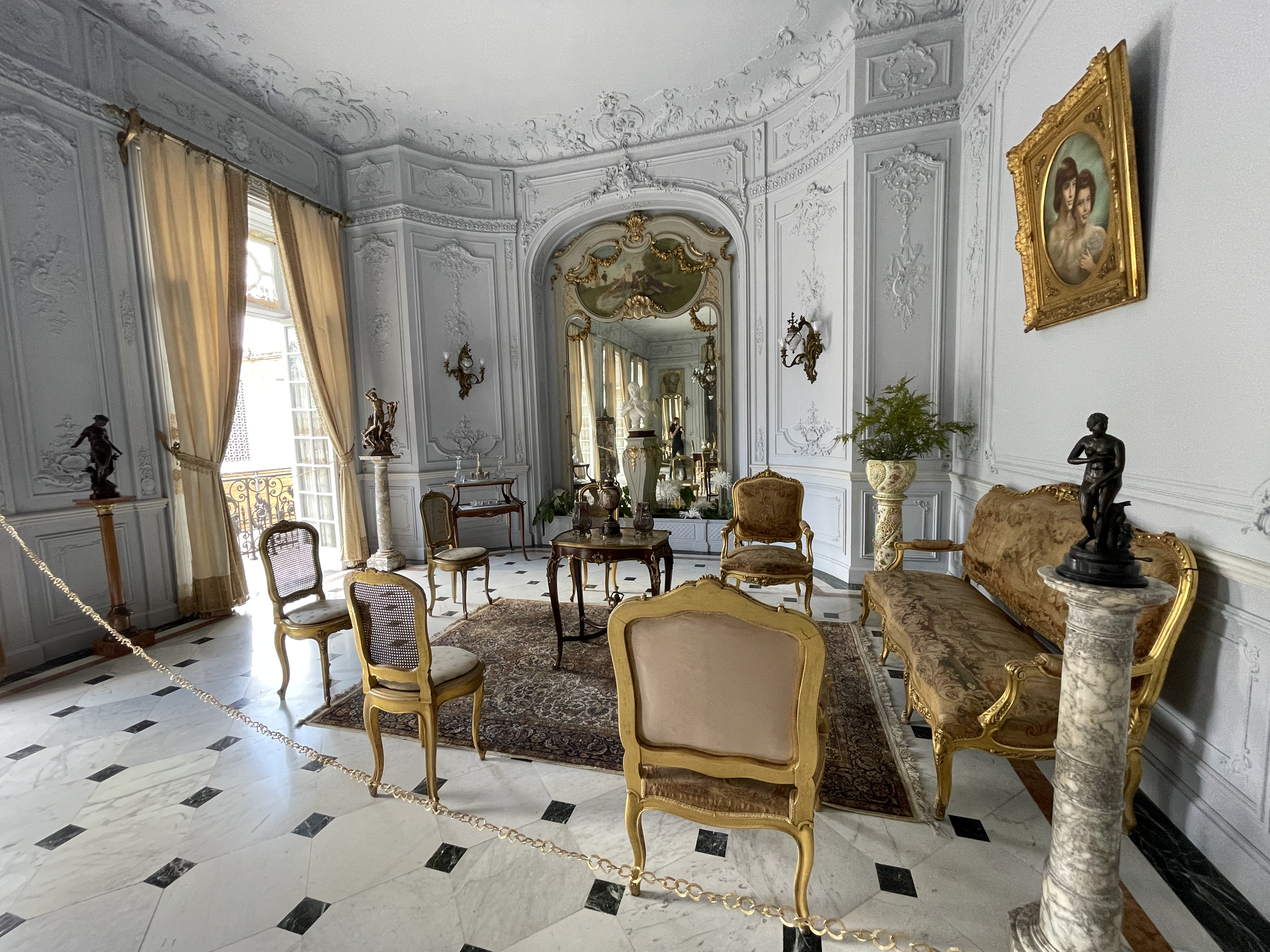
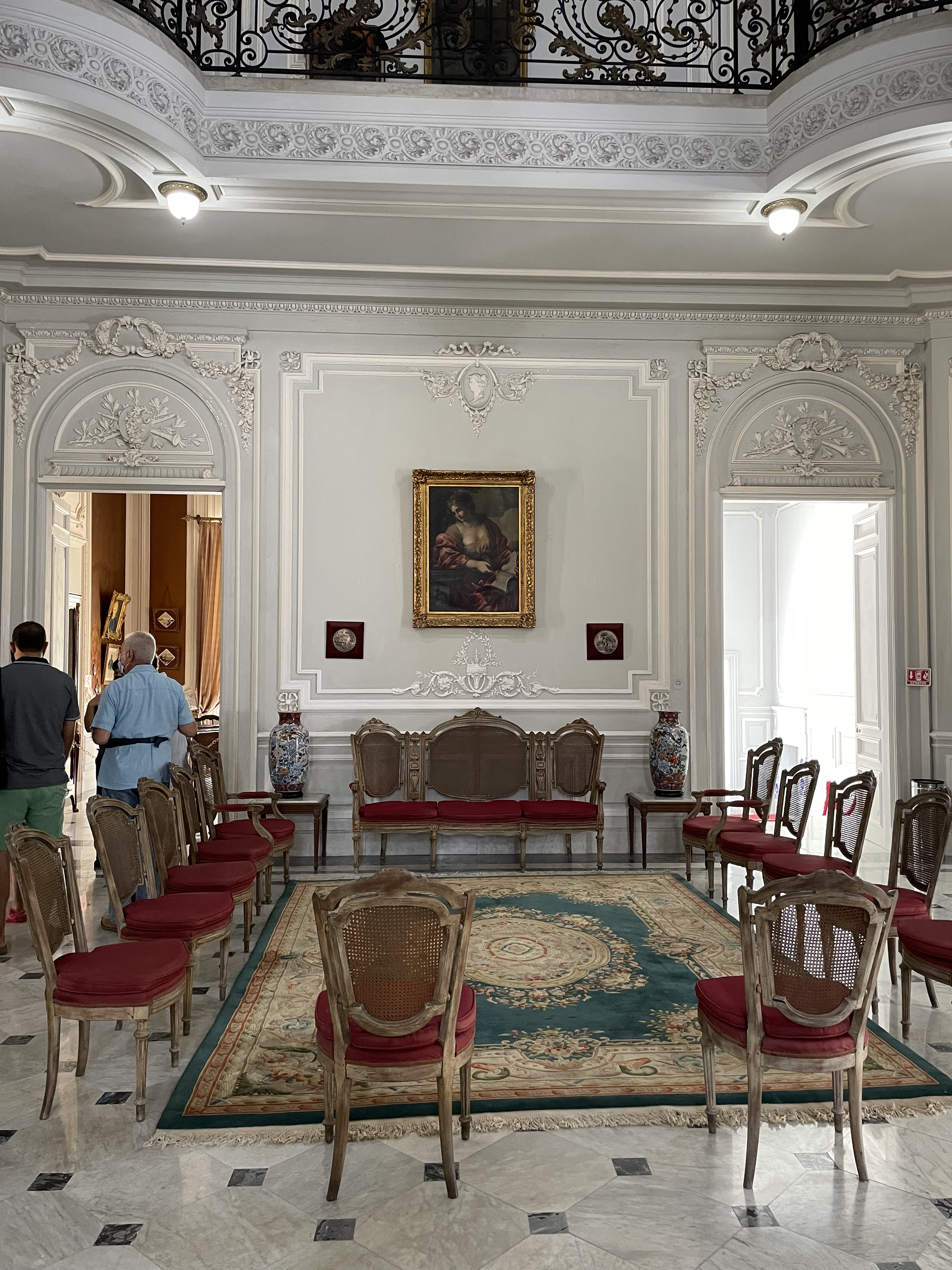